# Pronoctua paebodyae
Pronoctua paebodyae är en fjärilsart som beskrevs av Dyar 1903. Pronoctua paebodyae ingår i släktet Pronoctua och familjen nattflyn. Inga underarter finns listade i Catalogue of Life.